# Евдокија (жена Константина V)
Евдокија (грчки: Εὐδοκία) је била византијска царица, трећа супруга Константина V (741—775). 

## Биографија
Константин V је на власт дошао 741. године. Његова прва жена, хазарска принцеза Цицак, родила је Лава IV Хазара 25. јануара 750. године. Наредне године Константин је већ ожењен другом женом, Маријом. Могуће да је Цицак умрла на порођају. Марија је умрла без деце недуго након склапања брака. Не зна се када се Константин оженио Евдокијом, али се склапање брака може сместити у период између 751. и 769. године. Према Теофану Исповеднику, Евдокија је 1. априла 769. године именована августом. Следећег дана су двојица његових синова проглашени за цезаре, а трећи за нобилиса. Теофан указује да је трећи брак византијског цара необичан. Георгије Острогорски указује да је брак Лава VI Мудрог са његовом трећом супругом Евдокијом трећи брак византијских царева који је нелегалан по византијском праву и канонском праву. Константин је био ватрени иконокласт. Посебно се окомио на манастире као на упориште иконофила. Евдокија се, међутим, јавља као великодушни добротвор манастира Светог Антуса што значи да није делила верска гледишта свога супруга. Константин је умро приликом рата са Телеригом (14. септембар 775). Није познато да ли га је Евдокија надживела. Она се не помиње у историјским изворима. 

### Деца
Евдокија и Нићифор су имали шесторо деце:
- Нићифор, проглашен за цезара 769. године. Теофан га помиње у неколико побуна против византијских царева. Учествовао је у побуни 776. године против свога полубрата, Лава IV, 780. године у побуни против Ирине и 792. године против Константина VI.
- Христифор, проглашен за цезара 769. године. Теофан га помиње у неколико побуна, заједно са Нићифором. Замонашио се 780. године, а 792. године му је одсечен језик. Ослепљен је 799. године.
- Никита, проглашен нобилисом 769. године. Теофан га помиње у неколико побуна, заједно са Нићифором. Замонашио се 780. године, а 792. године му је одсечен језик. Ослепљен је 799. године.
- Антимос, проглашен за нобилиса од стране полубрата Лава IV 775. године. Замонашио се 780. године, а 792. године му је одсечен језик. Ослепљен је 799. године.
- Евдокимос, проглашен за нобилиса од стране полубрата Лава IV 775. године. Замонашио се 780. године, а 792. године му је одсечен језик. Ослепљен је 799. године.
- Света Антуса Млађа (757—809), монахиња[3].